# My Fur Lady

My Fur Lady est une production de théâtre musical satirique  canadienne anglaise. Elle est présentée pour la première fois à Montréal le 7 février 1957. Réalisée par Brian Macdonald, elle est co-écrite par des étudiants de l'Université McGill dans le cadre de la Red and White Revue.
Cette revue raconte l'histoire de la princesse Aurora Borealis (la contralto Ann Golden) qui visite le Canada afin de se trouver un mari. La musique combine des influences des éléments de mélodies des années 1940, l'ère contemporaine du rock and roll des années 1950 et un degré de jazz, tandis que les paroles reflétaient les événements politiques de l'époque.
La pièce est co-écrite et produite par James de Beaujeu Domville (en), Timothy Portous (en), Donald MacSween, Galt MacDermot, Harry Garber et Roy Wolvin. Plus tard en 1957, la production joue au Festival de Stratford et fait une tournée au Canada pendant le reste de l'année et jusqu'en 1958. Au total, 402 représentations sont données, dans 82 localités. Un enregistrement original des chansons est réalisé en juin 1957 avec les membres de la distribution initiale.
Plusieurs des acteurs ayant contribué à la conception de My Fur Lady ont par la suite poursuivi des carrières dans le milieu culturel. 25 ans après la production de la pièce, James Domville était à la tête de l'Office national du film, Brian MacDonald était chorégraphe des Grands Ballets Canadiens et Timothy Porteous était président du Conseil des Arts du Canada. Le librettiste Donald MacSween a été directeur du Centre national des Arts à Ottawa.

## Synopsis
Aurora Borealis est une princesse inuite régnant sur une petite principauté indépendante dans les environs de l’île de Baffin nommée Mukluko avec ses trois oncles. Pour empêcher que son royaume ne soit annexé au Canada, elle doit se trouver un mari avant d’atteindre sa majorité le mois suivant. Elle se rend donc dans ce pays plus au sud afin d’accomplir son devoir.
Arrivée au Canada, Aurora fait la rencontre de Rex Hammerstein, un journaliste qui propose de lui présenter ce qu’est le Canada en lui faisant visiter les points d’intérêts les plus marquants. Considérant que cette opportunité lui permettra de rencontrer un bon nombre de prétendants, la princesse accepte. Accompagnée de Rex et éventuellement du gouverneur général (surnommé G.G.), de sa secrétaire Lili et de la Culturality Squad (une délégation de trois citoyens canadiens chargés de valoriser la culture canadienne), la princesse visite successivement le Ministère de la Défense, le Parlement, l’Université McGill, pour finalement retourner dans la demeure du G.G. le temps d’un bal. La visite de ces instituions est une occasion de se moquer des différents aspects de la culture canadienne.
Lors du bal, la princesse qui avait prévu de se marier avec le journaliste simplement pour remplir son devoir, se fait sincèrement demander sa main par le gouverneur général. Aurora Borealis, accompagnée de son nouvel époux, rentre à Mukluko complètement charmée par son séjour et laisse savoir à ses oncles qu’elle aimerait maintenant que son royaume se joigne au Canada.